# Stoke Park Pavilions

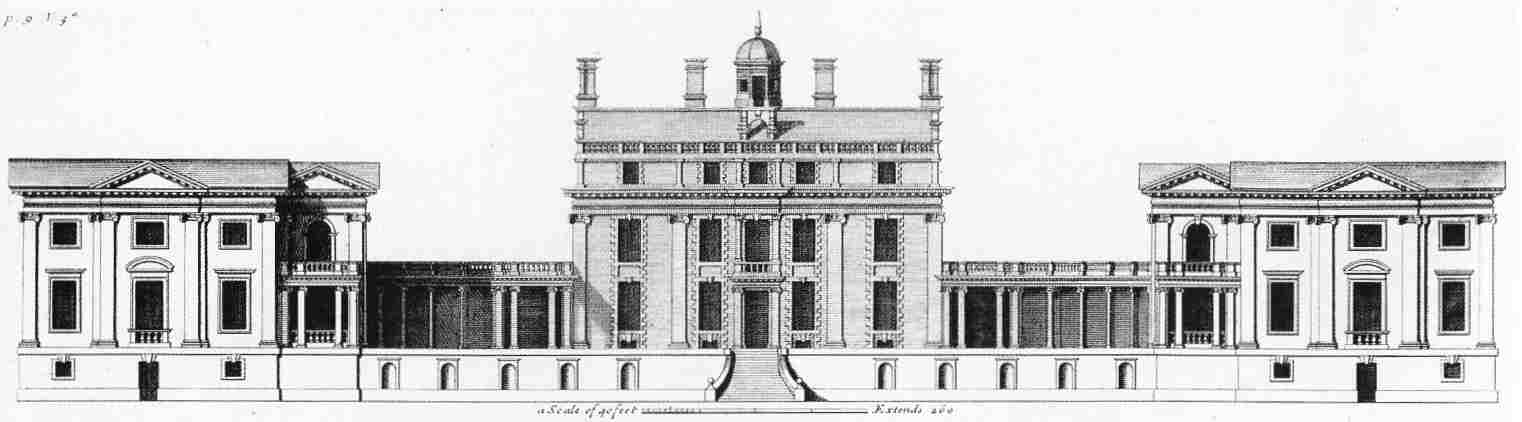
Stoke Park: Eine um etwa 1700 entstandene Abbildung des Hauses ist in Colen Campbells Vitruvius Britannicus enthalten.

Die Stoke Park Pavilions sind das, was noch vom stattlichen Haus und dem Gelände des Stoke Park übrig geblieben ist. Stoke Park Pavilions liegen in der Nähe des Dorfs Stoke Bruerne (Northamptonshire, England) und etwa 13 Kilometer südlich von Northampton und 18 Kilometer nördlich von Milton Keynes.

## Stoke Park
Der Stoke Park ist im Statutory List of Buildings of Special Architectural or Historic Interest als denkmalgeschützt eingestuft und enthält zwei denkmalgeschützte Gebäude, die Pavilions, von „herausragendem architektonischem oder historischem Interesse“. Das umliegende Ackerland umfasst Gebiete mit späten parlamentarischen Einfriedungen, Grat- und Furchen-Erdarbeiten sowie vier Modellfarmen, die vom 4. Herzog von Grafton um 1840 erbaut wurden. Die Pavillons sind die beiden Flügel des ehemaligen Herrenhauses, Ost und West. Das Haus ist verschwunden, aber die Pavillons sind nach wie vor Beispiele für den palladianischen Stil.

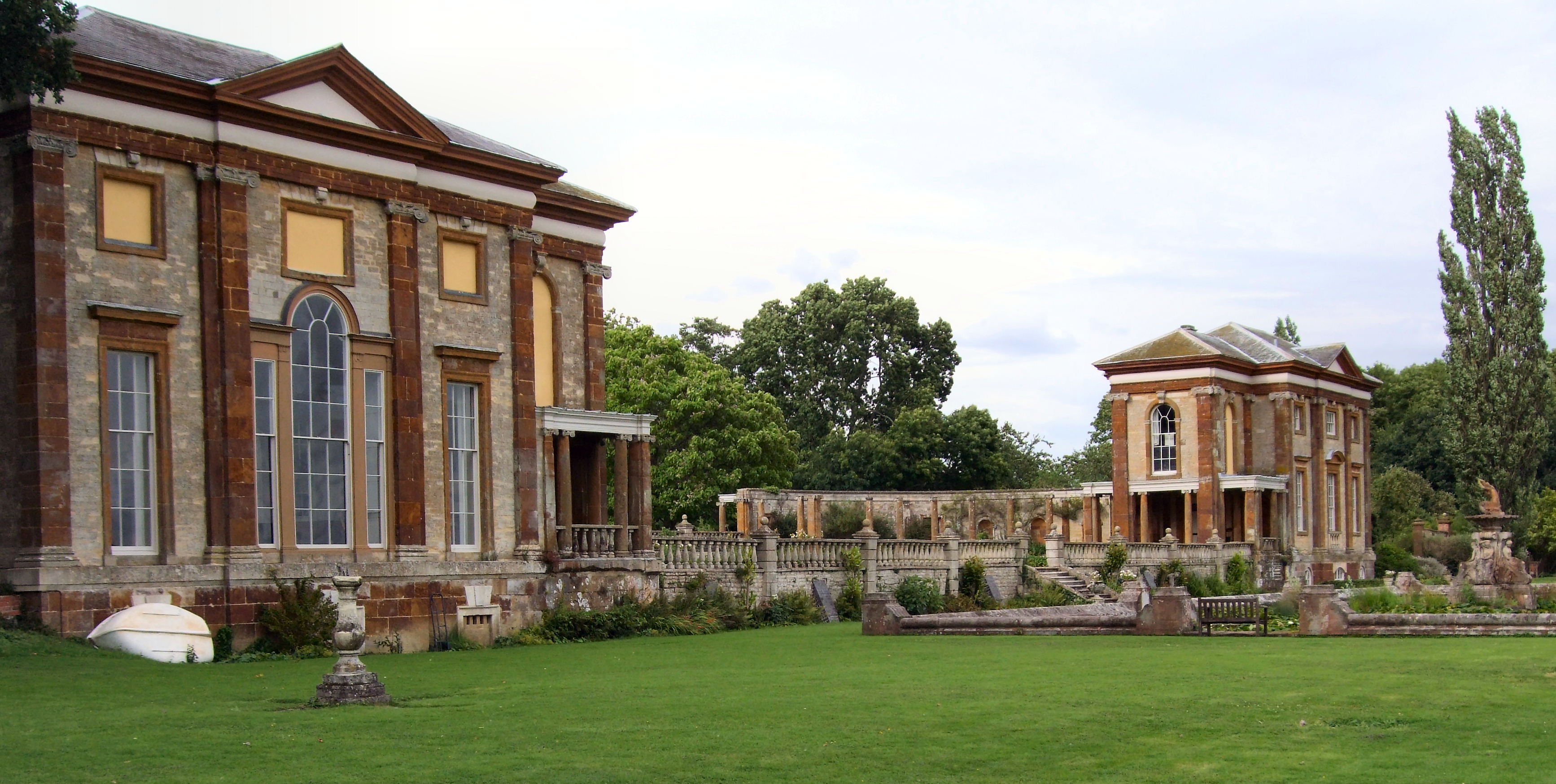
Stoke Park pavilions vom Garten Stoke Bruerne nach Südwesten, 2008

Obwohl der Park früher nur ein einziger Grundbesitz war, wurde er nun auf mehrere Grundstücke aufgeteilt, darunter ein großes Ackerland sowie eine Reihe von Privathäusern, die in mehreren umgebauten Wirtschaftsgebäuden und Anwesen untergebracht sind, sowie auf die verbleibenden Pavillons des großen Hauses von Stoke Park. Der Zugang zum Park ist eingeschränkt. Ein Fußweg, der vom Dorf am Ende der Bridge Road kommt, führt im Südwesten des Dorfes durch das Ackerland, durch den Park und dann weiter nach Alderton im Südwesten. Die Stoke Park Lane verläuft von der Shutlanger Road nach Süden, durch das Ackerland zum Park, durch Stoke Park Woods und nähert sich der Gebäudegruppe, die die Pavillons im Herzen des Parks umgibt.
Der Stoke Park bewahrt die Überreste einer formal gestalteten Landschaft, die auf einem spätmittelalterlichen Jagdpark errichtet wurde. Ein Großteil des Charakters der Parklandschaft ist seit dem Zweiten Weltkrieg verloren gegangen, was hauptsächlich auf die veränderte landwirtschaftliche Nutzung und das Fällen von Bäumen zurückzuführen ist. Eine Allee entlang der Auffahrt (Stoke Park Lane) von Stoke Park Woods zum Haus entspricht einer Straße, die auf einer Karte des Gebiets aus dem frühen 18. Jahrhundert aufgezeichnet ist.
Der Bau großer, moderner landwirtschaftlicher Gebäude in der Parklandschaft nordöstlich des Hauses stellt einen Eingriff in den historischen Charakter des Gebiets dar, kann jedoch als notwendige Entwicklung für seine weitere landwirtschaftliche Nutzung angesehen werden. Derzeit wird ein Teil von Stoke Park Wood außerhalb des Gebiets für Paintball und Tontaubenschießen verwendet, was sich später auf den zunehmenden Verkehr auf der Stoke Park Road und die Lärmbelästigung auswirkt.
Das Gebiet von Stoke Bruene und das Gelände des Parks wurden Eigentum der Englischen Krone, als die Familie Longueville gezwungen war, es Heinrich VIII. zu übergeben.

## Das ursprüngliche Haus
Stoke Park war das erste englische Landhaus, das einen palladianischen Grundriss aufwies: ein zentrales Haus mit ausgleichenden Pavillons, die durch Kolonnaden oder Sichtschutzwände verbunden waren. Palladio war der italienische Architekt aus dem 16. Jahrhundert, auf dessen Werk der Entwurf basierte. Der palladianische Stil wurde im England des 18. Jahrhunderts unter Lord Burlington zu einem Standardtypus für den Landhausbau. 80 Jahre zuvor war jedoch Stoke Park das erste Architektonische Beispiel für diesen Stil, das vermutlich von Inigo Jones erbaut wurde. Eine um etwa 1700 entstandene Abbildung des Hauses ist in Colen Campbells Vitruvius Britannicus enthalten.
Karl I. schenkte den Park und das Manor House Sir Francis Crane, dem Direktor und Gründer der Mortlake Tapestry Works die auf dem Anwesen des Mathematikers John Dee in Mortlake gegründet wurde, dem späteren Standort des Queen's Head Pub. Crane wurde Sekretär von Karl I., als dieser Prince of Wales war, und wurde 1617 zum Ritter geschlagen. Mit Zuwendungen von Land, Geld und hohen Preisen für Wandteppiche wurde Crane sehr wohlhabend. Ihm wurde im Jahr 1629 ca. 400 Acres von Stoke Bruerne gewährt.
Crane brachte den Entwurf des Hauses aus Italien mit und ließ es mit Unterstützung von Inigo Jones bauen.

## Die Pavilions
Die erhaltenen Teile des von Robert Crane in den späten 1620er Jahren erbauten Hauses, bestehend aus zwei Pavillons und Resten einer geschwungenen Kolonnade, bilden das Herzstück des Parks mit einem attraktiven Terrassengarten aus dem 17. Jahrhundert. Die Pavillons gehören zu den frühesten palladianischen Bauwerken in England und sind trotz einiger Umbauten im 18. Jahrhundert und der modernen Umnutzung des östlichen Pavillons zu Wohnzwecken von großer historischer und architektonischer Bedeutung. Das zugehörige Haus wurde im späten 19. Jahrhundert durch ein Feuer zerstört. Es wurde fast sofort durch ein großes neojakobinisches Gebäude ersetzt, das wiederum in den späten 1940er Jahren nach der Nutzung durch die Armee während des Zweiten Weltkriegs weitgehend abgerissen wurde.
Das neojakobinische Gebäude ist der Servicetrakt dieses Hauses, der jetzt eine Privatwohnung bildet. Die Strukturen eines Bauernhofs bilden eine Gruppe interessanter historischer Gebäude, die die Pavillons umgeben. Dazu gehören ein Stallgebäude, ein Taubenschlag aus dem 17. Jahrhundert, Scheunen, ein Bauernhaus und mehrere ehemalige Cottages (d. h. im Besitz des Bauernhofs zur Nutzung durch Landarbeiter). Alle werden heute zu Wohnzwecken genutzt, was zu einem gewissen Verlust des historischen Charakters der landwirtschaftlichen Strukturen geführt hat. Als eine Gruppe von Gebäuden weisen sie eine besonders interessante Mischung historischer architektonischer Details in ihrer Konstruktion aus dem 17., 18. und 19. Jahrhundert auf.
Der westliche Pavillon enthielt die Bibliothek, der östliche die Kapelle. In den Gärten steht eine Statue von Sir George Cooke of Harefield, gest. 1740, wahrscheinlich von Henry Cheere, mit einer von James Cragg von Guelfi abgeleiteten Pose in der Westminster Abbey.

## Öffentlicher Zugang

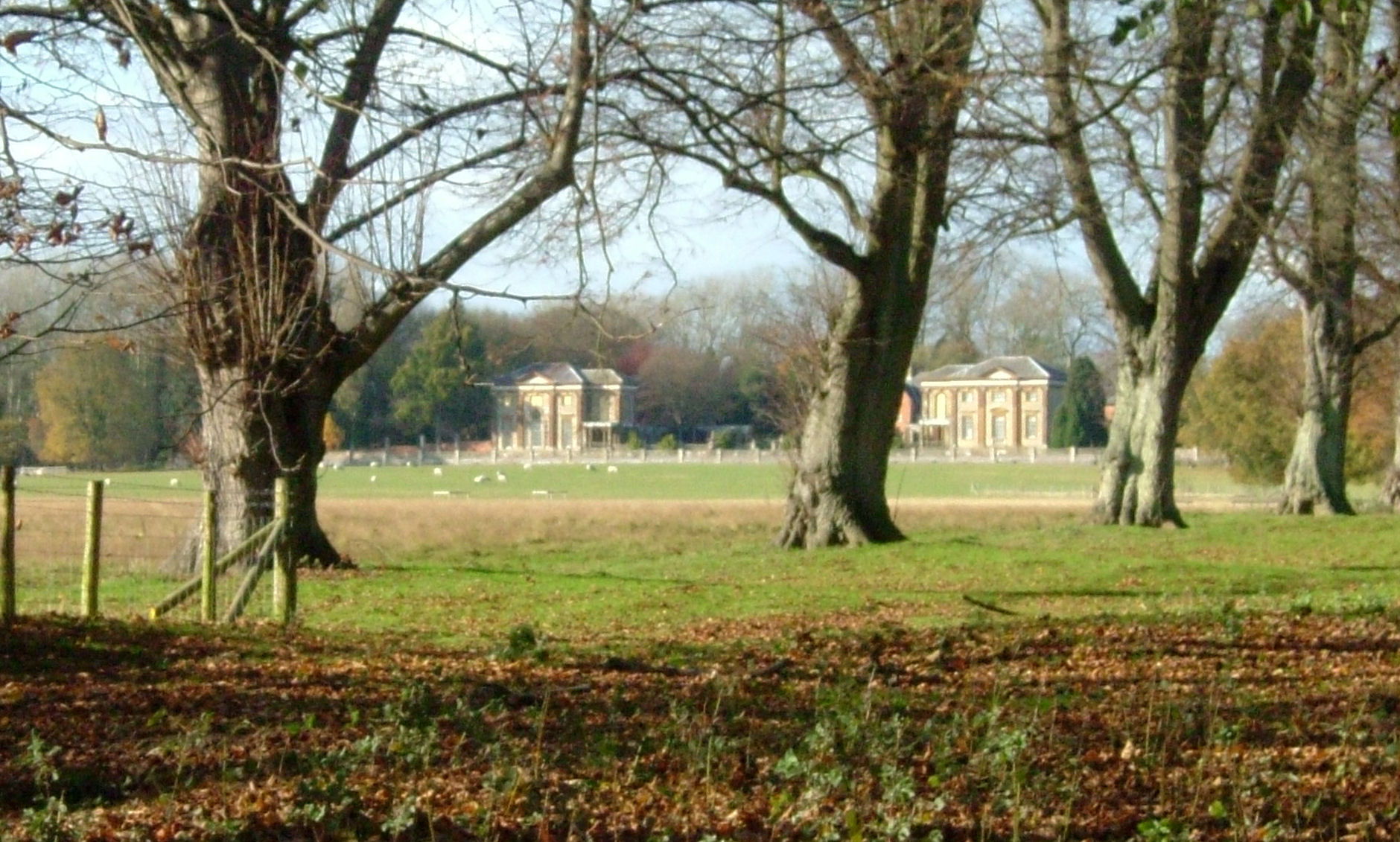
Blick von der A508

Die Pavillons und der Park sind derzeit in Privatbesitz und nur gelegentlich von der schmalen Straße zwischen den Dörfern Stoke Bruerne und Shutlanger gegenüber der Abzweigung nach Norden nach Blisworth für die Öffentlichkeit zugänglich. Es gibt einen begrenzten erlaubten öffentlichen Zugang zu den Gebäuden an Nachmittagen im August gegen eine Gebühr. Der Zugang für die Öffentlichkeit ist eine Bedingung für die Finanzierung durch English Heritage, um die Erhaltungsmaßnahmen fortzusetzen.
Die Gebäude können auch von der Straße A508 Northampton–Milton Keynes aus gesehen werden, etwa zwei Meilen südlich des Dorfes Roade und eine Meile vor den Hügeln bei Grafton Regis. Die Pavillons sind auch von einer erhöhten Position auf dem Kamm des Tove-Tals zu sehen, das sich direkt südlich des Geländes befindet.

## Naturschutzgebiet
Das Gebiet des Dorfes Stoke Bruerne und seine Umgebung, einschließlich des Stoke Parks, ist Gegenstand einer umfangreichen Erhaltungsmaßnahme des South Northants Council, aus der der Großteil dieses Textes stammt. Umfangreiche zusätzliche Dokumentation, einschließlich Karten, Bilder und historische Unterlagen, ist auf der Planungs-Website des South Northants Council verfügbar.